# Корабните приключения на Зак и Коди
Корабните приключения на Зак и Коди (на английски: The Suite Life on Deck) е сериал на Disney Channel, продължение на сериала „Лудориите на Зак и Коди“.

## Излъчване
| Сезон | Сезон | Епизоди | Начало на сезона  | Край на сезона |
| ----- | ----- | ------- | ----------------- | -------------- |
|       | 1     | 21      | 26 септември 2008 | 17 юли 2009    |
|       | 2     | 28      | 7 август 2009     | 18 юни 2010    |
|       | 3     | 22      | 2 юли 2010        | 6 май 2011     |

## В България
В България сериалът започва излъчване на 10 октомври 2010 г. по Disney Channel. Дублажът е нахсинхронен на Александра аудио. В него участват Поля Цветкова-Георгиу (Зак), Златина Тасева (Бейли), Цветослава Симеонова (Коди и Лондон), Поликсена Костова (г-ца Тутуейлър), Анатолий Божинов (г-н Моузби), Илиян Марков (Уди) Николай Пърлев, Вилма Карталска и други.